# Lasse Nielsen (calciatore 1988)
Lasse Ladegaard Nielsen (Aalborg, 8 gennaio 1988) è un calciatore danese, difensore del Göztepe.

## Palmarès

### Competizioni nazionali
- Campionato danese: 1

Aalborg: 2013-2014
- Coppa di Danimarca: 1

Aalborg: 2013-2014
- Campionato belga: 1

Gent: 2014-2015
- Supercoppa del Belgio: 1

Gent: 2015
- Campionato svedese: 4

Malmö: 2017, 2020, 2021, 2023
- Coppa di Svezia: 1

Malmö: 2021-2022